# 吹肝
吹肝是滇西北各民族（白族，彝族，纳西族等）常采用的猪肝的吃法。
将新鲜猪肝用插入的麦竿吹胀到最大，然后撤掉麦竿，将胀大的猪肝用蒸笼蒸熟、放凉、切片，拌入芫荽、酱油、醋、辣椒、味精和盐即成。味极爽口，没有通常猪肝特有的难吃的味道，切片略带甜味，可能由于肝糖元水解所致）。切面有无数小气孔，像海绵一样吸水。